# Kaiserskorpion
Der Kaiserskorpion (Pandinus imperator) ist eine Skorpionart aus der Gattung Pandinus in der Familie der Scorpionidae. Zusammen mit Pandinus dictator und Pandinus gambiensis steht der Kaiserskorpion derzeit unter Artenschutz.

## Vorkommen
Der Kaiserskorpion ist in den tropischen Wäldern West- bis Zentralafrikas beheimatet, von Mauretanien bis in die DR Kongo. Er bevorzugt eine relative Luftfeuchtigkeit von 70–80 Prozent. Die Tagestemperatur liegt bei 26–28 °C, nachts liegt sie bei 20 bis maximal 25 °C.

## Merkmale

### Körpermerkmale
Der Kaiserskorpion wird bis zu 15 Zentimeter, selten 20–25 Zentimeter groß und wiegt im adulten Stadium zwischen 30 und 50 Gramm. Trächtige Weibchen sind dabei deutlich größer und schwerer als ihre Artgenossen. Die Tiere wirken schwarz glänzend (im Glühlampenlicht) und können im Sonnenlicht olivgrün irisieren, im Mischlicht (Schwarzlicht mit Glühlampenlicht) irisieren die Tiere türkisblau, in reinem Schwarzlicht fluoreszieren die Tiere (weiß bis neongelb).

### Verhaltensmerkmale
Diese Art gehört zu den wenigen Vertretern der Skorpione, die sich in Gruppen vergesellschaften können. Der Kaiserskorpion ist nicht aggressiv und greift Artgenossen nicht an. Bei Nahrungsknappheit kommt es jedoch zu Kannibalismus.
Der Kaiserskorpion kann sich über kurze Distanzen sehr schnell bewegen. Auf Störungen reagiert er mit einer typischen Drohhaltung, ist aber auch dann nicht angriffslustig und weicht vor Wirbeltieren ab ausgewachsenen Mäusen zurück. Kaiserskorpione können vergleichsweise gut sehen und erkennen andere Tiere auf etwa einen Meter Entfernung, sofern sie sich bewegen.
Er besetzt ein etwa 50 mal 50 Zentimeter großes Revier, das defensiv verteidigt und schnell aufgegeben wird. Er wandert über lange Strecken, wobei er viele Ruhepausen einlegt. Wie viele Skorpione hat er eine sehr geringe Ausdauer während seiner Aktivitätsphasen. Er ist nachtaktiv und verlässt seine Verstecke tagsüber nicht. Diese Art zeigt auch ein geringes Kletterbedürfnis, welches bei anderen Skorpionen selten zu finden ist, und überklettert Wurzeln und Stöcke im Bodenbereich bis etwa 30 Zentimeter Vegetationshöhe. Höhlen werden bis zu 35 Zentimeter tief in den Boden gegraben.

### Fortpflanzung und Lebenszyklus

Werfender Pandinus imperator

Die Tiere sind lebendgebärend und bringen nach einer Tragezeit von circa 12–15 Monaten bis zu fünfzig weißliche Jungtiere zur Welt (im Normalfall 15–25), die vorher im Mutterleib aus Eiern geschlüpft sind. Die Jungen verlassen den Mutterleib nach und nach, der Geburtsvorgang kann sich über mehrere (1–4) Tage hinziehen. Die Weibchen betreiben Brutpflege und tragen die Jungen bis zu 20 Tage an ihrem Körper umher, wobei diese sich überwiegend auf ihrem Rücken festklammern, aber auch am Bauch und an den Pedipalpen sitzen.
Die Jungtiere sind nach der Geburt weiß und enthalten in ihren gedrungenen Körpern Eiweiße und Nährstoffe, die für etwa 4 bis 6 Lebenswochen reichen. Sie härten innerhalb von etwa 14 Tagen ihren Panzer aus, der sich dabei schwarz färbt, und können ab dann selbständig Nahrung aufnehmen. Sie fressen zunächst Futtertiere, die von der Mutter erjagt wurden. Mit steigendem Alter trennen sie sich und suchen sich eigene Reviere, bilden aber auch kleine Gruppen, in denen friedlich zusammen gelebt wird.
Die Tiere wachsen rasch, leben ungefähr 15 Jahre und sind nach 6–7 Jahren ausgewachsen (Adultgröße).

## Gift des Kaiserskorpions
Das Gift, ein als Scorpin bezeichnetes Peptid, ist von mäßiger Giftigkeit und für den Menschen weitgehend ungefährlich. Gleichwohl kann ein Stich äußerst schmerzhaft sein. Die Symptome ähneln hierbei denen eines Bienenstichs. In seltenen Fällen, wenn eine Allergie gegen das Gift vorliegt, kommt es zu Schockwirkungen, die zum Tode führen können.
Abweichend von vielen anderen Skorpionen setzt der Kaiserskorpion aber seinen Stachel nur selten ein. Jüngere Tiere stechen gelegentlich noch, mit steigendem Lebensalter werden sie zunehmend stechfaul. Die Menge des verabreichten Giftes kann vom Kaiserskorpion gut dosiert werden. Es stehen etwa zwei Tropfen zur Verfügung. Sie injizieren aber selbst nach stärkeren Belästigungen keine oder nur eine geringe Menge des ihnen tatsächlich verfügbaren Giftes, was die Wirkung zusätzlich vermindert. Auch bei der Verteidigung werden eher die kräftigen Pedipalpen benutzt. Ihre Beute töten die Kaiserskorpione vorwiegend mit diesen Scheren. Bei heftigen Kämpfen oder Bissen durch Nagetiere wird allerdings doch der Giftstachel verwendet. Die maximale Dosis erreicht etwa zwei Meerschweincheneinheiten. Der Kaiserskorpion ist immun gegen sein eigenes Gift.

## Ernährung
Kaiserskorpione leben wie alle Skorpione raptorisch und ernähren sich von jedem lebenden Beutetier, welches sie überwältigen können. Hierzu zählen Schaben, Grillen oder andere Insekten. Auch nackte Jungmäuse können vom Kaiserskorpion erbeutet werden. Er ist sehr kräftig und agil.
Beute erscheint frühestens drei Tage nach der letzten Mahlzeit wieder attraktiv. Die Tiere haben allgemein einen guten Appetit, können jedoch auch über mehrere Monate hungern, ohne dabei an Gewicht zu verlieren. Bei der Nahrungsaufnahme gibt es deutliche Schwankungen.

## Kaiserskorpione und Menschen
Der Kaiserskorpion zeigt einerseits eine eindrucksvolle Erscheinung und weist andererseits von seiner Biologie her zahlreiche Merkmale auf, die ihn für die Haltung in Gefangenschaft geeignet machen. Vor allem seine geringe Giftigkeit, seine Stechfaulheit und sein ruhiges Wesen haben zu seiner Beliebtheit beigetragen. Seine Ansprüche sind zudem gut mit den menschlichen Wohnräumen vereinbar, er gilt als leicht haltbares Tier. Bis Mitte der 1990er Jahre stieg der Import der Tiere (überwiegend aus Westafrika) stetig an. Schätzungsweise wurden bis 1996 jährlich etwa 100.000 Exemplare eingeführt. Um die Art vor möglicher Ausrottung zu bewahren, wurde sie, gemeinsam mit zwei anderen Pandinus-Arten, unter Artenschutz gestellt (WA-Anhang B der EG-Verordnung 338/97) und bedarf heute eines Herkunftsnachweises und einer Registriernummer. Diese Regel wurde aber in manchen Bundesländern abgesetzt und ist zum Beispiel in Baden-Württemberg nicht mehr gültig.
Die Tiere lassen sich in Gefangenschaft gut nachzüchten.

## Bilder

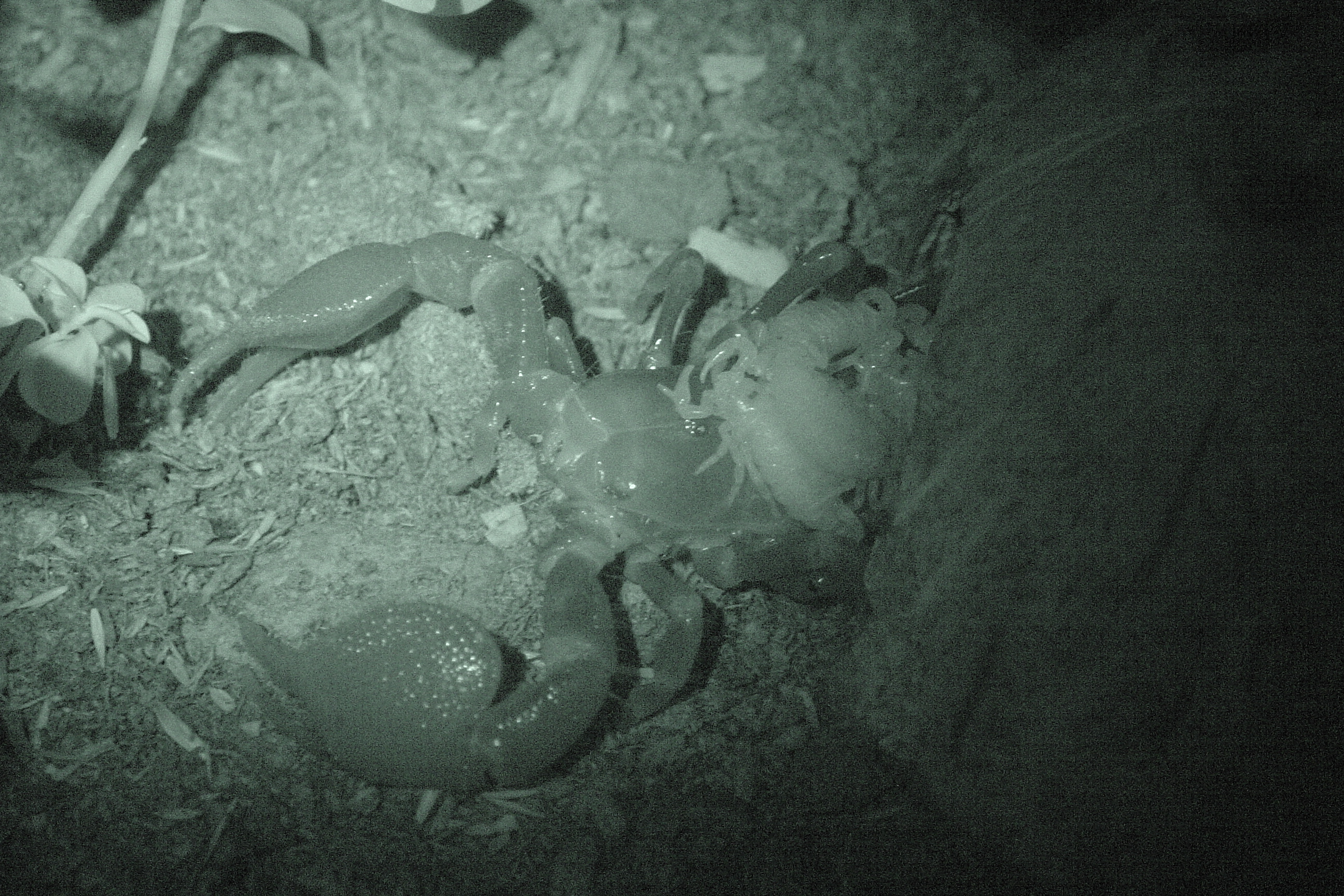
Mutter mit frischgeborenen Jungen
Pandinus imperator Mutter mit ihren frisch geborenen Jungen
Pandinus imperator Mutter mit ihren Jungen
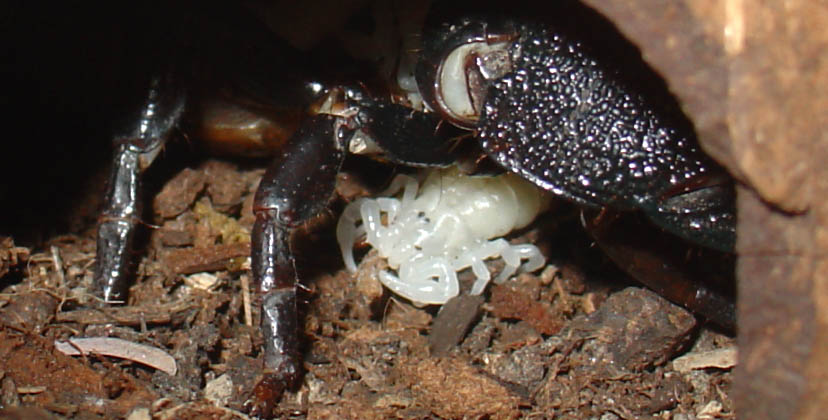
Ein frisch geborener Pandinus imperator
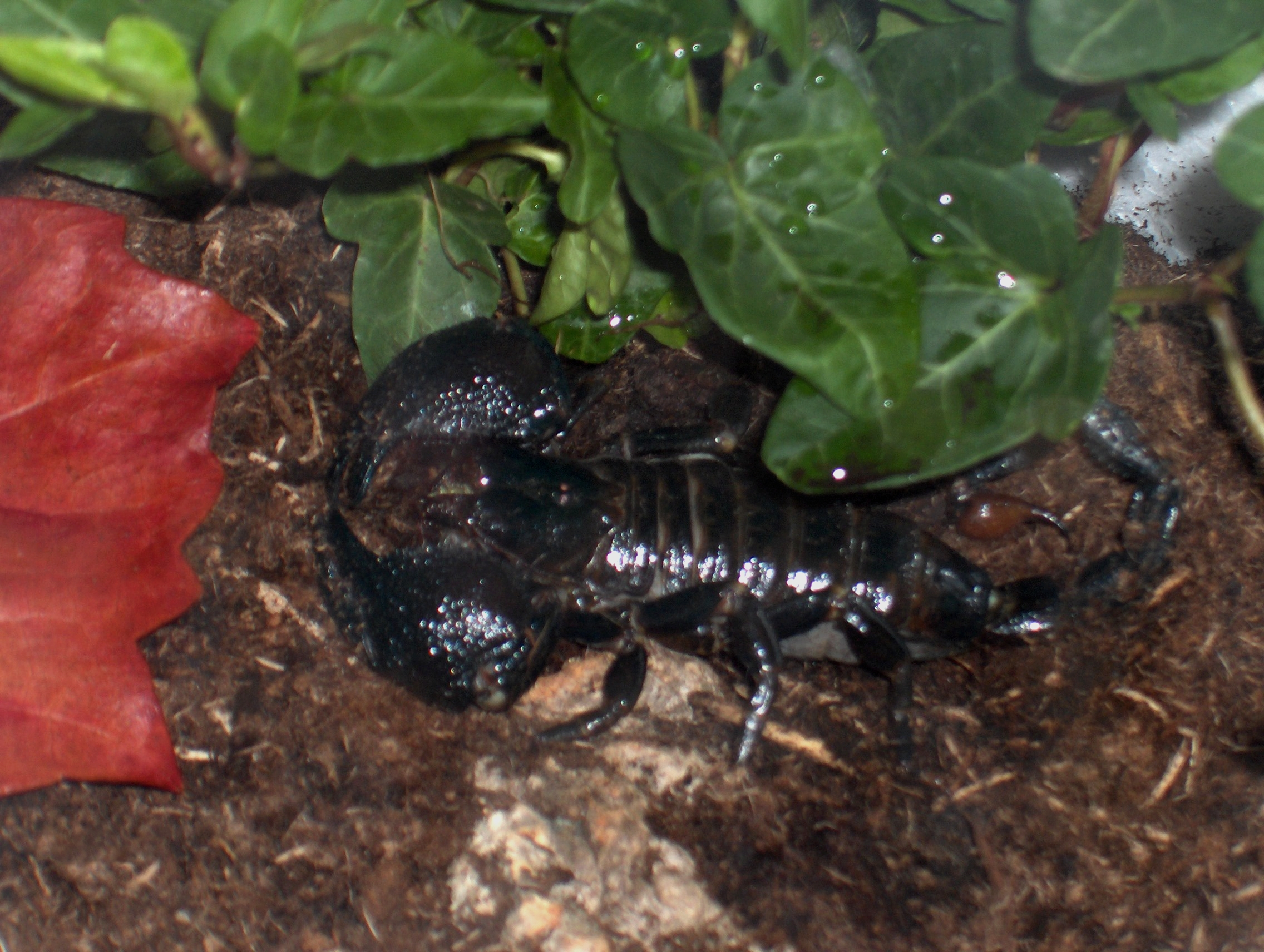
Adulter Kaiserskorpion (weiblich)
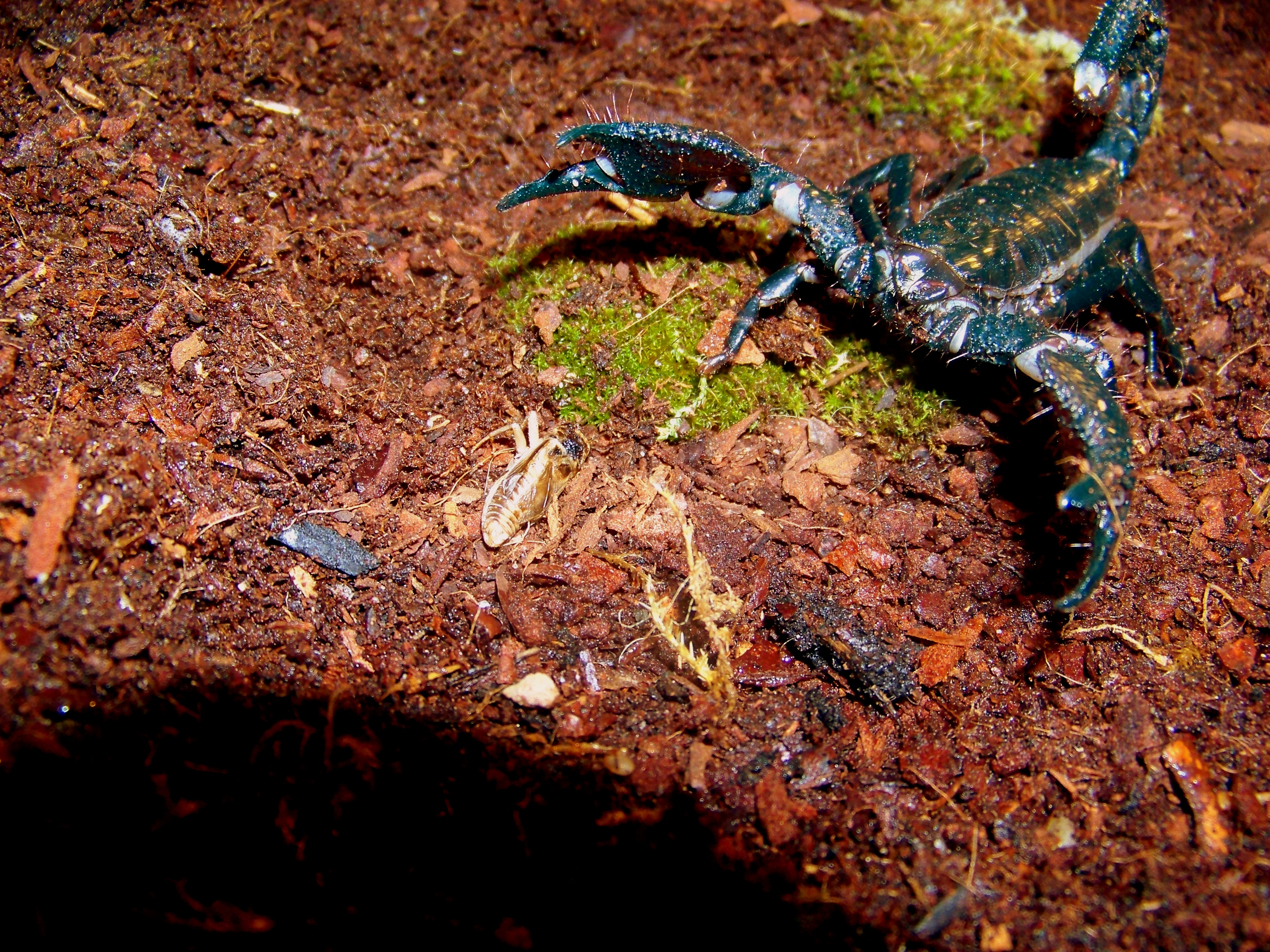
Pandinus Imperator auf der Jagd